# سلوکوستیتسا
سلوکوستیتسا (به بلغاری: Slokostitsa) یک منطقهٔ مسکونی در بلغارستان است که در شهرستان کیوستندیل واقع شده‌است.